# Testmarktsimulation
Die Testmarktsimulation (abgekürzt: TMS) ist ein Verfahren innerhalb der Marktforschung, welches die Marktrealität in Modellform wirklichkeitsgetreu nachbilden soll, inklusive eines realitätsnahen Durchspielens. Ziel ist es, die Marktchancen eines neuen Produktes (vornehmlich aus dem Bereich der Konsumgüter, speziell der FMCG) vor einer Markteinführung zu quantifizieren.

## Konzept
Im Gegensatz zu anderen Modellen der Marktforschung wie z. B. dem Markttest ist die Testmarktsimulation durch eine Erhebung der Daten in einer kontrollierten Laborsituation gekennzeichnet. Unter Ausschluss der Öffentlichkeit und der Konkurrenz sollen das Kauf- und Wiederkaufverhalten sowie der Wahrnehmungsprozess für ein neues Produkt simuliert werden. Einer durch Stichprobe ausgewählten Gruppe von Verbrauchern wird in mehreren Experimenten unter Anwendung von Marketinginstrumenten ein neues Produkt vorgeführt. Die Erkenntnisse über die Marktchancen sollen durch Befragung und Beobachtung gewonnen werden. Insbesondere sollen der mögliche Marktanteil und das Absatzvolumen prognostiziert werden.

## Durchführung
Es existieren verschiedene Methoden zur Durchführung, so etwa Assessor, Bases, TESI, Designor, Sensor und Microtest. Diese werden von verschiedenen Marktforschungsunternehmen angeboten. Prinzipiell laufen diese Methoden jedoch nach einem ähnlichen Schema ab, welches sich in etwa neun Phasen gliedert:
1. Zunächst werden 200 bis 400 Probanden als potentielle Käufer des neuen Produktes angeworben, wobei persönliche Daten wie Markenbekanntheit, Markenverwendung, Kaufverhalten, Einstellung zu bereits existierenden Marken sowie soziodemographische Daten erhoben werden.
2. Durchführung eines Erstinterviews, wobei Konsumgewohnheiten, Markenpräferenzen, Demographie und das jeweilige Relevant-Set (Auswahl aus einem bestimmten Produktangebot, welches für den Konsumenten bei einem Kauf in Frage kommt) ermittelt wird. Die Probanden vergeben den Produkten anschließend Punkte, wobei eine Präferenzskala der wichtigsten Produkteigenschaften erstellt wird.
3. Konfrontation der Probanden mit Werbung sowohl des Testproduktes als auch der verschiedenen bestehenden Produkte. Dies kann z. B. in Form von Werbespots geschehen.
4. Kaufsimulation in einem Teststudio (z. B. Testsupermarkt), wobei den Probanden ein Einkommen bzw. Gutscheine gegeben werden, welche sie frei verwenden können. Hierbei soll ermittelt werden, wie hoch die Erstkaufrate für das Testprodukt ist.
5. Durchführung eines Nachkaufinterviews, wobei Kaufgründe und Nichtkaufgründe erfragt werden. Beim Kauf des Testproduktes erhalten die Probanden das Konkurrenzprodukt gratis hinzu und umgekehrt.
6. Durchführung der Home-use-Phase. Hierbei erhalten die Probanden sowohl das Testprodukt als auch die Konkurrenzprodukte und können diese über mehrere Wochen zu Hause ausprobieren.
7. Folge-Interview nach Ende der Home-use-Phase. Es werden die gleichen Fragen wie beim Erstinterview gestellt. Hierbei soll die Wiederkaufsrate ermittelt werden.
8. Zweite Kaufsimulation, wobei insbesondere Stärken und Schwächen des neuen Produktes ermittelt werden sollen.
9. Hochrechnung der Ergebnisse.

Die gesamte Dauer der Durchführung beträgt ca. 10 Wochen und es fallen Kosten in Höhe von rund 50.000 Euro an.

## Bewertung
Vorteilhaft an der Testmarktsimulation ist ihre vergleichsweise kurze Dauer in der Durchführung und die geringen Kosten. Zudem kann sie vor der Konkurrenz geheim gehalten werden. Nachteilig sind die oftmals nicht realistische Durchführung in einem Teststudio sowie die zu geringe Einbeziehung von Werbung. Bei der Auswahl der Probanden kann es zu Fehlern in der Stichprobe kommen, was die Repräsentativität beeinträchtigen kann. Zudem existiert nur eine geringe externe Validität der Testmarktsimulation.